# 喜马拉雅嵩草
喜马拉雅嵩草（学名：Carex kokanica）为莎草科薹草属下的一个种。